# 1932
Cette page concerne l'année 1932 (MCMXXXII en chiffres romains) du calendrier grégorien.
L'année 1932 est une année bissextile qui commence un vendredi.

## En bref
- 2 février : ouverture de la Conférence mondiale pour le désarmement à Genève[1].
- 16 juin : conférence de Lausanne annulant les réparations de guerre dues par l’Allemagne (fin le 9 juillet)[2].
- 9 juillet : révolution constitutionnaliste au Brésil.
- 18 juillet : début de la guerre du Chaco.
- 20 août : les accords d’Ottawa intensifient le système de la préférence dans l’empire britannique[3].
- 4 - 9 septembre : XXIXe Congrès universel de la paix tenu à Vienne en Autriche[4].
- 16 septembre, l’Allemagne se retire de la conférence mondiale pour le désarmement prétextant du refus français de lui reconnaître l’égalité des droits (Gleichberechtigung) avec les Alliés.
- 23 septembre : fondation du royaume d’Arabie saoudite.
- 19 octobre : l’Allemagne se retire définitivement de la conférence mondiale pour le désarmement du fait de la demande franco-anglaise de contrôle des armements précédant le désarmement[5].
- 11 décembre : Une nouvelle conférence de conciliation finit par reconnaitre à l'Allemagne l’égalité des droits.

## Événements

### Afrique

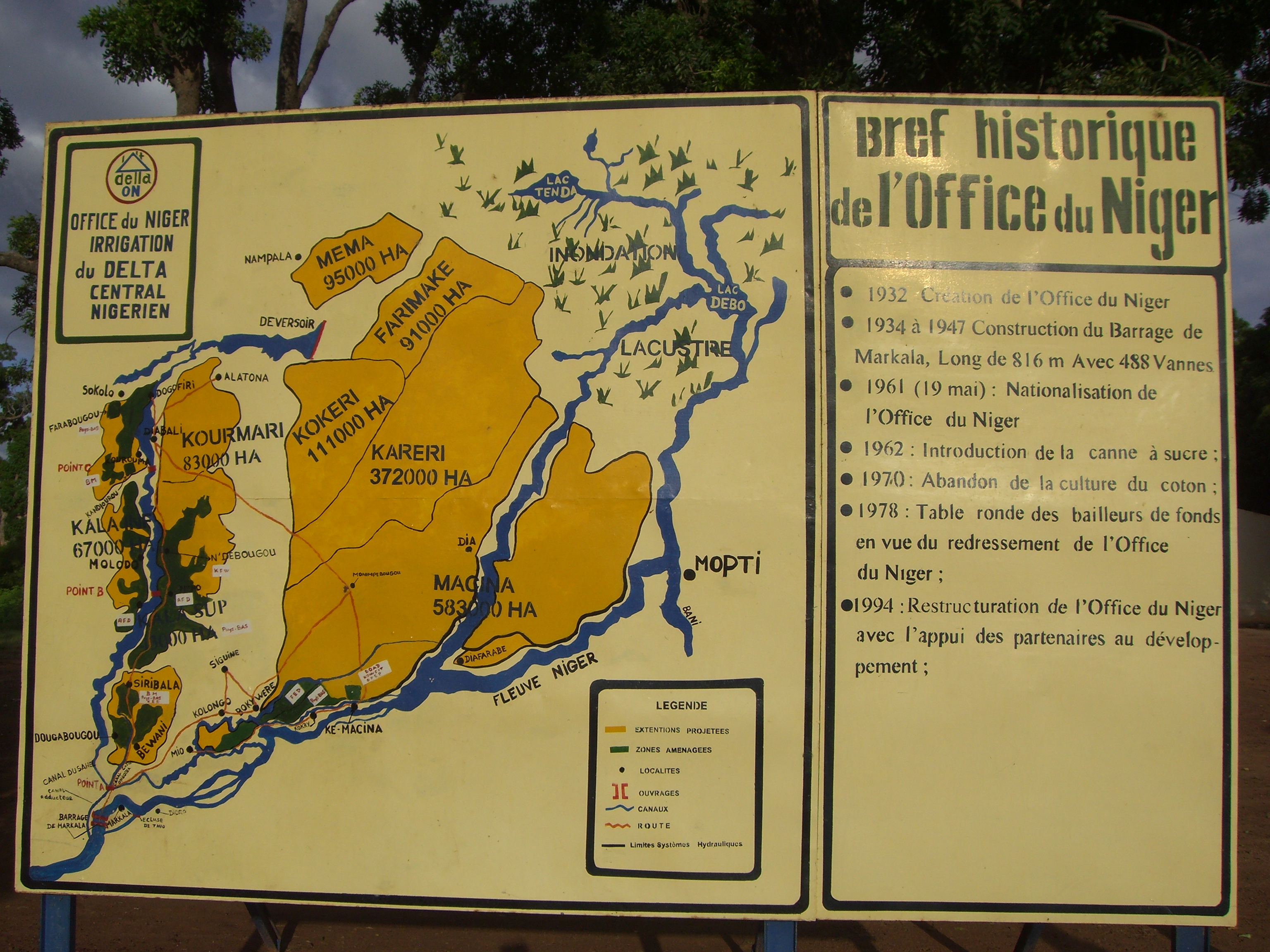
Panneau de présentation de l’Office du Niger au barrage de Markala.

- 5 janvier : création de l’Office du Niger, établissement public autonome, chargé d’un projet de développement agricole inspiré par l’ingénieur Émile Bélime au Soudan français. Il s’agit d’irriguer en détournant une partie du fleuve la région en aval de Ségou. Un premier barrage est établi à Markala et deux canaux sont creusés[6]. L’œuvre se heurte au manque de main-d’œuvre, à la médiocre fertilité des sols et à l’hostilité d’une partie de l’opinion publique en métropole. En 1939, seuls 13 300 ha seront aménagés (1,3 million pour le projet initial) et la production de coton n’atteindra pas 425 tonnes (moins de 0,5 % du projet).
- 15 janvier, pacification du Maroc : les forces coloniales, commandées par le général Henri Giraud, attaquent le Tafilalet qui est soumis le lendemain[7].

- 21 août : décret visant à faciliter l’accès à la citoyenneté française des Africains qui le souhaitent[8]. Cette mesure n’a qu’une portée limitée et en 1937, l’ensemble de l’AOF ne compte encore que 72 000 indigènes citoyens français, en majorité originaires des quatre communes du Sénégal (Saint-Louis, Gorée, Rufisque et Dakar).

- 5 septembre : décret supprimant la colonie de la Haute-Volta qui est partagée entre la Côte d’Ivoire, le Soudan français et le Niger[9].
- Septembre : création de l’Union des travailleurs nègres par Tiemoko Garan Kouyaté[10].

### Amérique
- 22-23 janvier : début d’une révolte populaire au Salvador, réprimée dans le sang avec l’appui des États-Unis[11] (La Matanza, de 15 000 à 30 000 morts).
- 1er février : Agustín Farabundo Martí, chef de la révolte des paysans au Salvador, est exécuté avec d’autres dirigeants communistes[12].
- 14 février, Brésil : nouveau code électoral. Le droit de vote est accordé aux femmes et le vote à bulletin secret est introduit. Le suffrage est refusé aux analphabètes[13].

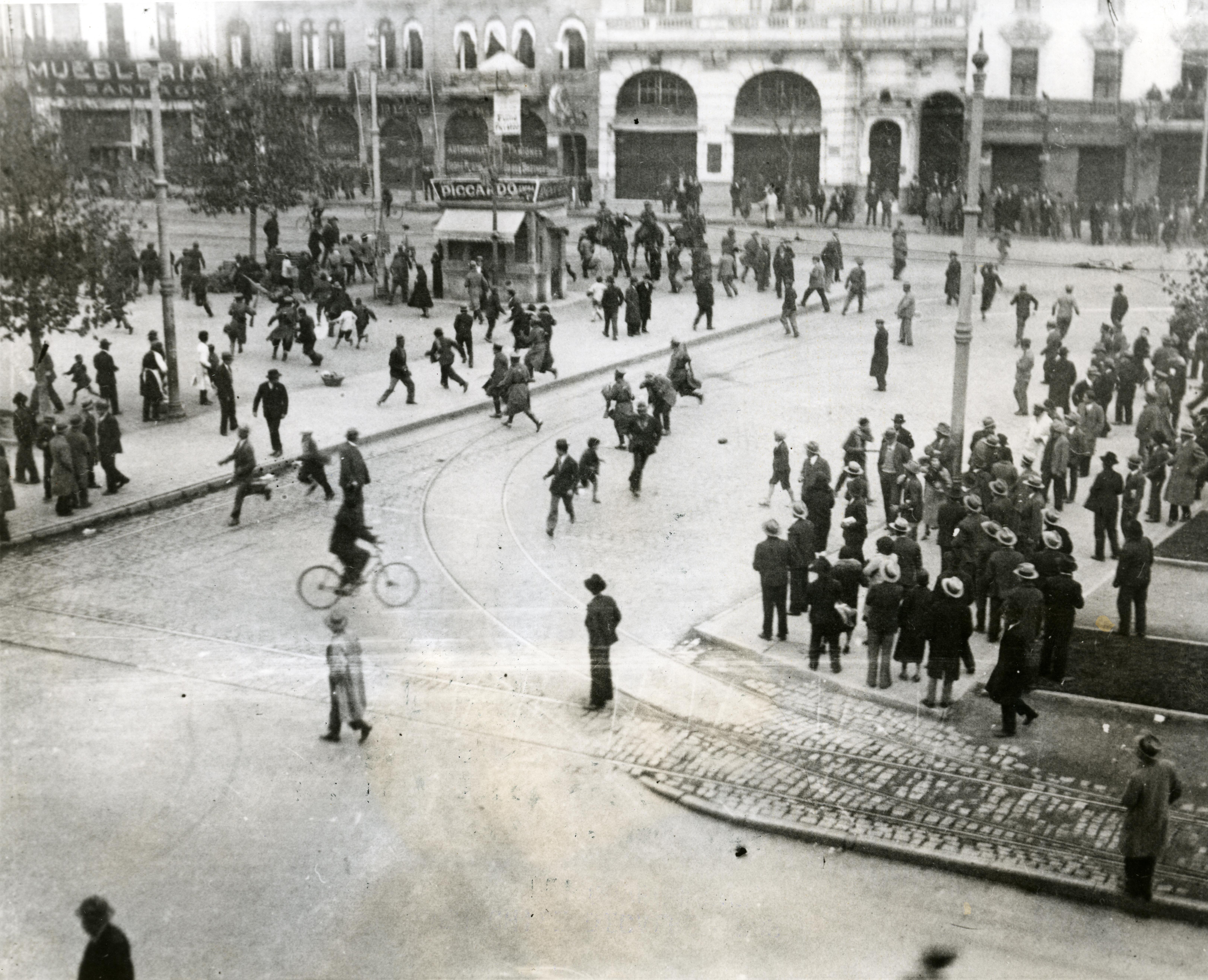
Affrontement entre la police et les civils dans les rues de Santiago après la proclamation de la République socialiste du Chili par une junte revolutionaire.

- 4 juin : le président chilien Moreno est renversé par un coup d’État militaire dirigé par Marmaduque Grove, qui met en place l’éphémère République socialiste du Chili. Une junte prépare un programme de réformes, mais le 16 juin un nouveau coup d’État écarte Grove et met en place une autre junte, conduite par Carlos Dávila Espinoza. Il tente de reprendre le programme socialiste, mais l’armée interdit à Dávila de participer aux élections présidentielles du 30 octobre[14].

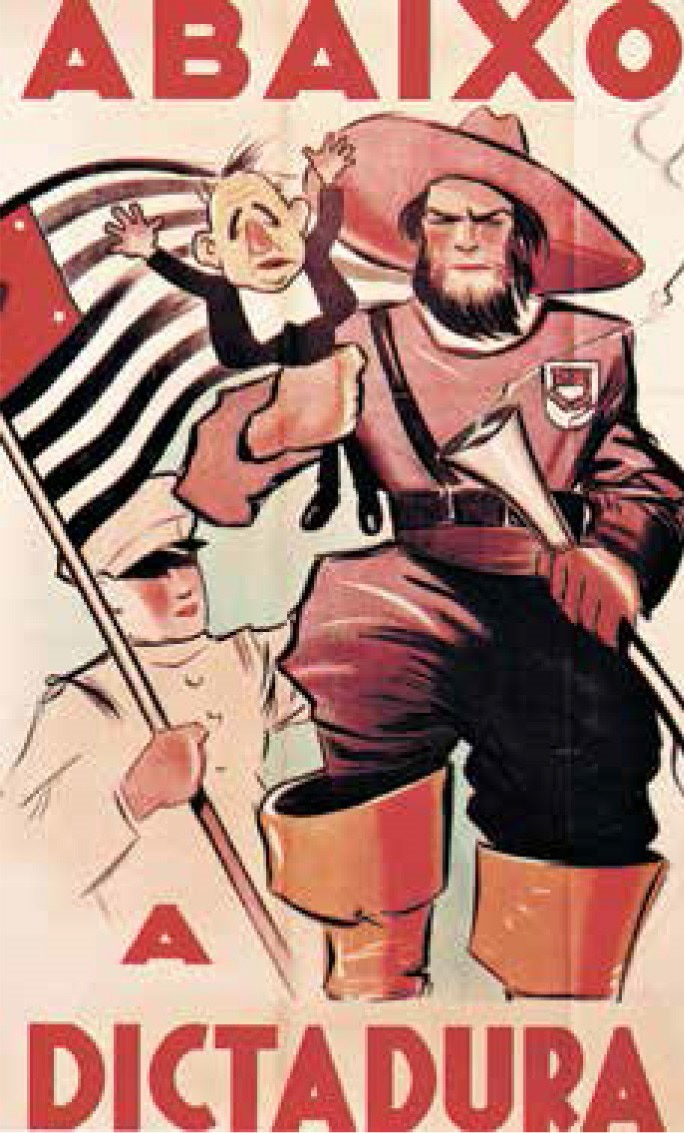
9 juillet-2 octobre : Révolution constitutionnaliste à São Paulo. Affiche du mouvement contre la dictature

- 6 juillet : début au Pérou de la "Révolution de Trujillo" (en) un conflit social et politique qui a commencé dans la ville de Trujillo par un soulèvement mené par Manuel Barreto (connu sous le nom de "Buffalo"), contre le président Luis Miguel Sánchez Cerro.
- 9 juillet - 2 octobre, Brésil : révolte de l’oligarchie de São Paulo qui envoie une armée contre Rio de Janeiro. Mais les rebelles ne sont soutenus ni par le Minas Gerais et le Rio Grande do Sul, ni par les ouvriers et les paysans de São Paulo. Les forces fédérales assiègent São Paulo pendant trois mois. La révolte échoue et Getúlio Vargas, adroitement, ne prend aucune sanction.
- 18 juillet : début de la guerre du Chaco entre la Bolivie et le Paraguay[15]. L’armée bolivienne prend l’initiative du conflit et s’empare des trois fortins paraguayens de Boquerón, Corrales et Toledo (29-31 juillet)[16]. Cette guerre se termine en 1935 par la victoire du Paraguay. En Bolivie, 5 000 personnes, ouvriers, mineurs et intellectuels manifestent contre la guerre. Le poète Guillermo Viscarra Fabre est emprisonné pour avoir lu le manifeste contre la guerre lancé par la Fédération ouvrière de Oruro. Le 20 juillet, le gouvernement Salamanca déclare l’état de siège et la répression commence. Les principaux dirigeants communistes sont arrêtés après le 20 septembre[17].

- 27 août-1er septembre, Équateur : brève guerre civile à Quito (guerra de los cuatro dias)[18].

- 4 septembre : Abelardo L. Rodríguez devient président du Mexique par intérim (fin en 1932)[19]. Sous sa présidence, le Parti révolutionnaire institutionnel, le parti officiel du gouvernement, établit un programme de six ans pour « un système économique coopératif inclinant vers le socialisme » qui prévoit la saisie des champs pétrolifères appartenant aux étrangers.

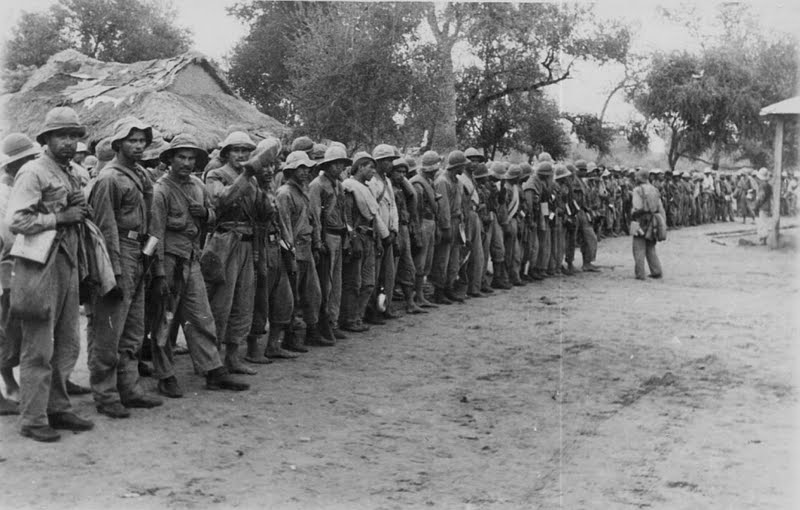
Troupes paraguayenne dans la guerre du Chaco.

- 9 septembre, guerre du Chaco : le Paraguay anticipe l’offensive bolivienne et reprend Fort Boquerón le 29, infligeant de lourdes pertes à l’armée bolivienne[16].
- 11 septembre, Mexique : organisation de la Camara Nacional del Trabajo[20]. L’importance exorbitante prise par la CROM (Confederación Regional Obrera Mexicana (es)) et le soupçon qui pèse sur elle dans l’assassinat d’Obregón fait que le régime préfère s’orienter vers une politique sociale plus corporatiste à partir de 1929[21].

- 7 octobre : fondation de l’Action intégraliste brésilienne avec la publication dans la presse d’un Manifeste[22].

- 6 novembre : le libéral Juan Bautista Sacasa gagne les élections au Nicaragua[23] (fin le 9 juin 1936). Les États-Unis transfèrent à Anastasio Somoza García le commandement de la Garde nationale et amorcent leur retrait du pays, effectif le 1er janvier 1934[24].
- 8 novembre : élection de Franklin Roosevelt comme président des États-Unis aux dépens de Herbert Hoover[25].

- 24 décembre : Arturo Alessandri Palma, élu président du Chili le 30 octobre, entre en fonction (fin en décembre 1938)[26]. Il restaure la continuité institutionnelle au Chili et opère un net virage conservateur. Lors des élections, Marmaduque Grove, qui avait présidé la République socialiste en 1931, obtient malgré son exil 17,7 % des suffrages, juste derrière Alessandri[14].

### Asie et Pacifique

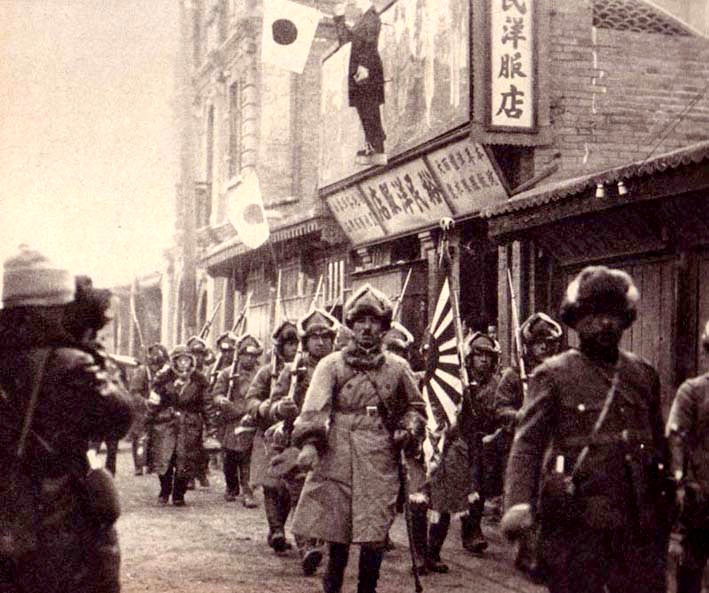
3 janvier : entrée des troupes japonaise à Jinzhou.

- 3 janvier : prise de Jinzhou par l’armée japonaise du Guandong[27].

- 28 janvier - 3 mars : « Guerre de Shanghai » entre l’empire du Japon et la république de Chine ; les Japonais attaquent la partie de Shanghai sous administration chinoise[28].

- 5 février : les Japonais occupent Harbin ; l’invasion japonaise de la Mandchourie est achevée[27].

- 1er mars : une assemblée valide l’indépendance du Mandchoukouo[29]. La Mandchourie, érigée en état indépendant, est entièrement sous domination japonaise. Le 9 mars, le dernier empereur, Puyi, est proclamé empereur fantoche du Mandchoukouo[30].
- 11 mars : arrestation des tueurs du Ketsumeidan (« Ligue du sang »), groupe terroriste ultranationaliste, au Japon[31].

- 12 avril : début d’un soulèvement populaire anticommuniste lancée par les lamas du monastère de Khialganat, dans l’aïmag de Hövsgöl, au nord de la Mongolie, qui se répand dans les provinces voisines[32]. La collectivisation forcée des terres et des troupeaux, l’interdiction du lamaïsme, entraînent une insurrection générale réprimée par l’Armée populaire.
- 25 avril : date officielle de la création de l’« Armée de guérilla populaire antijaponaise » par Kim Il Sung, pour lutter contre l’occupation de la Corée par le Japon[33].
- 29 avril : attentat perpétré par un indépendantiste coréen à Shanghai lors de la cérémonie d’anniversaire de l’empereur Hirohito célébré par les résidents japonais[34].
- Avril : 
  - les troupes tibétaines lancent un raid au sud du Qinghai et occupent Yushu, tandis qu’un autre contingent marche vers l’est en direction de Kangding. En mai, les troupes chinoises de Liu Wenhui et de Ma Bufang mène une action conjointe contre les Tibétains, qui doivent abandonner le district de Kanze en juillet et abandonner même le cours supérieur du Yangzi Jiang[35].
  - en Chine, Tchang Kaï-chek envoie 400 000 hommes de l’Armée nationale révolutionnaire contre les soviets du Hubei-Henan-Anhui[36].

- 5 mai : la Chine et le Japon signent un accord de cessez-le-feu qui met fin à la guerre de Shanghai[34].

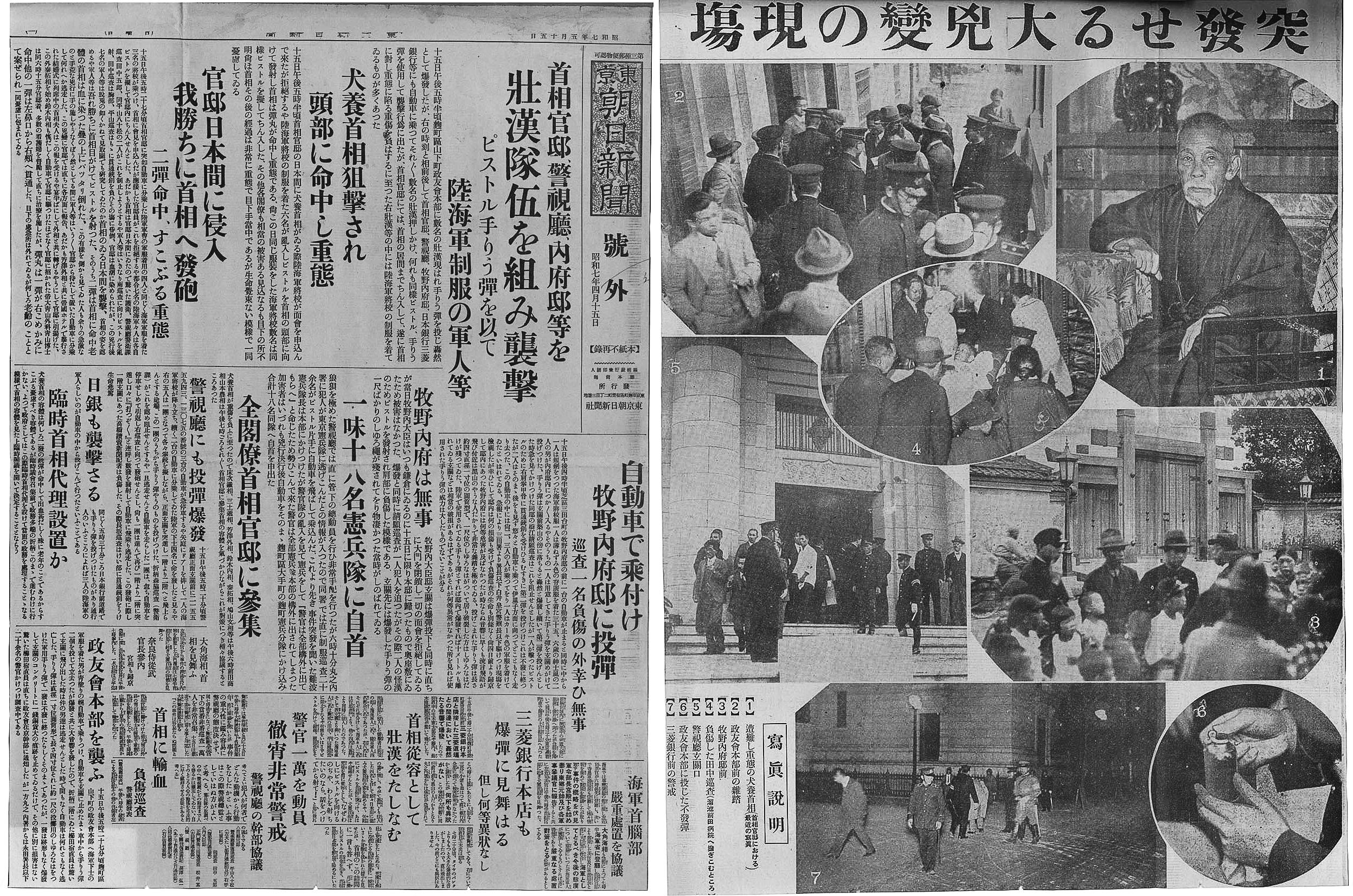
15 mai : coup d’État militaire au Japon.

- 15 mai : lors de « l’Incident du 15 mai » (« Go-ichigo jiken ») des membres de la marine impériale japonaise tentent de s’emparer du pouvoir au Japon après avoir assassiné le Premier ministre Inukai Tsuyoshi accusé d’avoir ratifié le traité naval de Londres[37].

- 2 juin[38] : les troupes de l’Armée nationale révolutionnaire de Tchang Kaï-chek lancent une quatrième campagne d’encerclement des communistes du Jiangxi (fin en avril 1933)[39].
- 24 juin : révolution en Thaïlande. Pendant le règne du roi Prachadhipok (Rama VII), un coup d’État militaire dirigé par Pridi Phanomyong et le colonel Phibun Songkram proclame la monarchie constitutionnelle (constitution provisoire du 27 juin)[40]. Le roi perd tout pouvoir politique.

- 2 juillet : Peljidiyn Genden devient Premier ministre de la République populaire mongole (fin le 22 mars 1936)[41].
- 25 juillet : le Japon reconnait l’indépendance du Mandchoukouo[29].

- 10 septembre : Bao Dai, empereur d’Annam et du Tonkin (actuel Viêt Nam) en Indochine française, commence son règne effectif (fin en 1955)[42]. Il accepte l’administration coloniale française malgré l’opposition de son ministre de l’intérieur nationaliste Ngô Dình Diêm, qui démissionne en septembre 1933[43].
- 15 septembre : protocole Japon-Mandchoukouo[44].
- 16 septembre : les soldats japonais massacrent 3000 Chinois à Pingdingshan en Mandchourie[45].

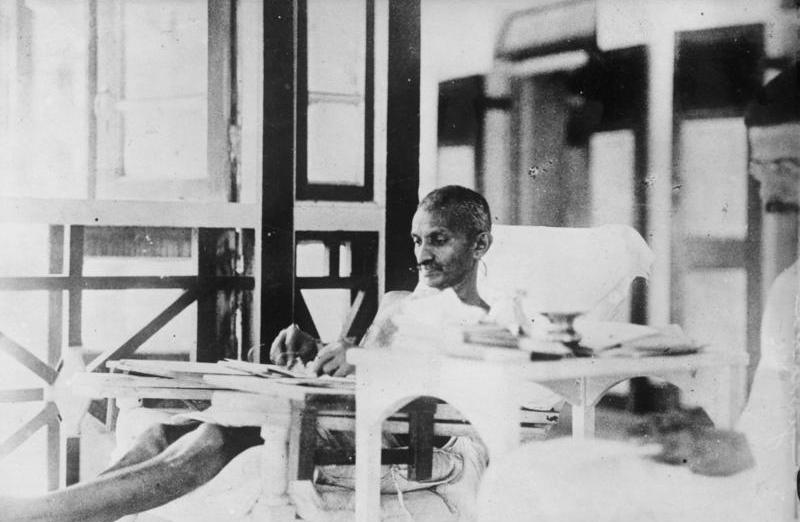
20 septembre : Gandhi commence une grève de la faim dans la prison de Poona.

- 20 septembre : en Inde, Gandhi entame une grève de la faim pour s’opposer au vote séparé des intouchables proposé le 17 août par le gouvernement britannique. Le 24 septembre, il conclut avec le chef de file des intouchables Ambedkar le pacte de Pune. Au lieu d’un électorat séparé, un certain nombre de sièges est réservé aux intouchables[46].

- 2 octobre : publication du rapport Lytton sur les causes de l’incident de Mukden[47]. Il préconise que la Mandchourie reçoive un régime d’autonomie dans le cadre de l’État chinois. L’assemblée de la SDN adopte le rapport à l’unanimité le 14 février 1933[29].
- 8 octobre : fin du conflit du Kham entre le Tibet et la Chine ; la frontière entre le Tibet et la province chinoise du Xikang est fixée sur la rive ouest du Yangtsé, tandis que celle entre le Tibet et la province du Qinghai reste inchangée[48]

- 17 novembre - 24 décembre : IIIe Conférence de la Table ronde à Londres. Elle échoue à rapprocher le Congrès et la Ligue musulmane[49]. Elle confie à deux Britanniques le soin d’élaborer la réforme constitutionnelle en Inde.

- 16 décembre : incendie du grand magasin Shirokiya à Tokyo[50].
- 26 décembre : tremblement de terre dans le Gansu. Il fait 70 000 victimes[51].

- Création à Victoria de l’Australian Aboriginal League (AAL) par William Cooper (officiellement en 1936)[52].

### Proche-Orient
- 5 janvier : fin des élections en Syrie, complétées le 30 mars et 6 avril dans les centres où les troubles ont nécessité l’ajournement du scrutin (Damas, Douma et Hama)[53]. Les Français multiplient les pressions sur les électeurs et les fraudes électorales. Une partie des modérés du Bloc national (Jamil Mardam Bey) parvient à se faire élire. Le reste des sièges va à des collaborateurs des Français ou à des indépendants. Muhammad Ali al-Abid est élu président de la République avec le soutien du Bloc national (11 juin). Le haut-commissaire Henri Ponsot tente ensuite de négocier la signature d’un traité (1931-1933)[54].

- 5 mai : le Parlement turc promulgue une loi de déportation et de dispersion des Kurdes ; cette loi vise la déportation massive des Kurdes vers l’Anatolie centrale et l’implantation, dans les territoires kurdes, d’immigrés turcophones originaires des Balkans[55] afin d'accélérer la « turquisation » du Kurdistan turc[56].
- 16 mai : incendie du paquebot Georges Philippar au large d’Aden, 52 personnes trouvent la mort dont le journaliste Albert Londres[57].

Le roi Fayçal à Bagdad, le 6 octobre, au lendemain de l’admission de l’Irak à la SDN.

- 30 mai : déclaration du royaume d’Irak, faite à Bagdad à l’occasion de l’extinction du régime mandataire en Irak, et contenant les garanties fournies au Conseil de la Société des Nations par le gouvernement irakien[58].
- 2 août : fondation à Jérusalem du premier parti politique panarabe, l’Istiqlal[59], par des Syriens, des Libanais et des Palestiniens et des représentants du Maroc. Il fonde des branches dans tous les pays arabes. Il ne reconnaît pas les divisions territoriales issues des traités de l’après-guerre (les Arabes forment une nation une et indivisible) et revendique l’indépendance totale de la nation arabe, du Golfe à l’Atlantique.
- 23 septembre : fondation du royaume d’Arabie saoudite par le chef Abdel Aziz ibn Saoud[60], résultat d’une alliance guerrière entre une famille bédouine les Saoud du Nedjd et un groupe de religieux, les Wahhabites. L’aîné de ses fils, Sa’ud, est désigné comme prince héritier, mettant fin aux luttes familiales pour la succession. Le royaume unifie les États princiers du Hedjaz, du Nedjd, de l’Asir et de l’Arabie.
- 3 octobre : l’Irak est admis à la SDN[58]. C’est le premier membre arabe de l’organisation.

### Europe
- 21 janvier : signature du pacte de non-agression soviéto-finlandais[61].

- 16 février : Éamon de Valera, à la tête du Fianna Fáil républicain gagne les élections en Irlande. Il devient président du Conseil[62].
- 27 février-6 mars : tentative de coup d’État du mouvement de Lapua à Mäntsälä ; les partis profascistes échouent à prendre le pouvoir en Finlande[63].
- 10 mars : le gouvernement du Fianna Fáil fait libérer les républicains de l’IRA[62]
- 12 mars : mort (suicide ?) de l’allumettier Ivar Kreuger. Son empire s’effondre, provoquant la ruine de nombreux Suédois et la chute du gouvernement conservateur[64].
- 16 mars : le gouvernement du Fianna Fáil annonce qu’il gèle les annuités foncières que l’Irlande paye aux Britanniques, ce qui provoque une guerre douanière entre le Royaume-Uni et l’Irlande (fin en 1938)[62].

- 20 mai : Engelbert Dollfuss devient chancelier d’Autriche (fin en 1934)[65].

- 28 mai : achèvement de la digue de clôture du Zuiderzee (Afsluitdijk). La mer intérieure cède la place à un lac d’eau douce (IJsselmeer), réduit peu à peu par d’immenses polders voués à l’agriculture[66].

- 6 juin : début du gouvernement Alexandru Vaida-Voevod en Roumanie (6 juin-17 octobre 1932 et 14 janvier-9 novembre 1933)[67].

- 24 juin : le général Domingos Oliveira annonce sa démission comme président du conseil au Portugal ; Salazar forme un nouveau gouvernement le 4 juillet[68].

- 2 juillet : mort de Manuel II de Portugal[68]. L’hypothèse de retour à la monarchie est définitivement écartée.
- 5 juillet : après sa démission du ministère des finances en juin, Salazar devient président du conseil portugais[68]. Il crée un État corporatiste. C’est le début de la dictature au Portugal. La Constitution, en cours d’élaboration, peut recevoir les aménagements permettant un pouvoir sans limites. La doctrine de Salazar se résume en cinq mots : Dieu, patrie, autorité, famille, travail. Suppression des partis politiques. Dissolution du Centre Catholique.
- 25 juillet : signature du pacte de non-agression soviéto-polonais[69].
- 29 juillet : exécution de deux communistes hongrois, Imre Sallai (hu) et Sándor Fürst (hu)[70].

- 7 août : loi sur la propriété sociale dite Loi des Cinq Épis punissant de fortes peines les vols de la propriété publique en Union soviétique[71]. Début d’une série de mesures de coercition stalinienne (passeport intérieur, délation généralisée, peine de mort pour les enfants de plus de 12 ans...)[72].
- 20 août : le Royaume-Uni abandonne le libre échange aux accords d’Ottawa ; instauration de la « préférence impériale » encourageant les échanges dans la zone sterling[73].

- 5-20 septembre : conférence internationale de Stresa sur la reconstruction économique de l'Europe centrale et orientale présidée par Georges Bonnet[74].

- 24 septembre : le parti social-démocrate prend le pouvoir en Suède. Per Albin Hansson devient Premier ministre[64].

- 1er octobre : 

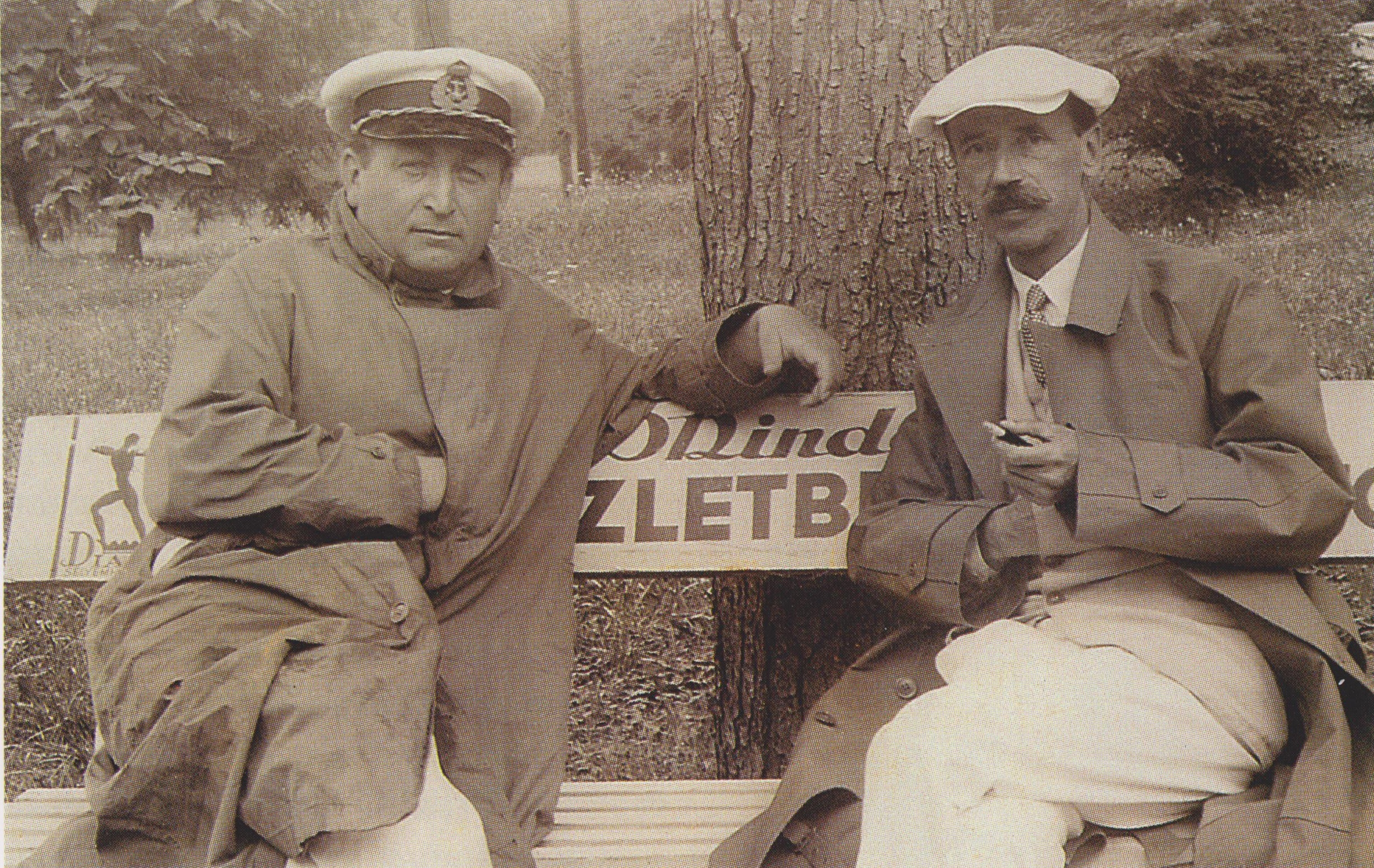
Le Premier ministre Gyula Gömbös et son prédécesseur István Bethlen à Balatonföldvár en 1932.

  - Gyula Gömbös devient Premier ministre de la Hongrie[75]. Il proclame sa préférence corporatiste et invite à forger « l’unité nationale du travail, du capital et du talent intellectuel ». Il présente un plan national de travail en 95 points visant au rassemblement national. Conservateur avec des accents réformistes et populistes, il a l’ambition d’imprimer au gouvernement plus d’activisme pour sortir de la crise.
  - Oswald Mosley lance au Royaume-Uni le British Union of Fascists[76].

- Octobre : « Marches de la faim » au Royaume-Uni[77].

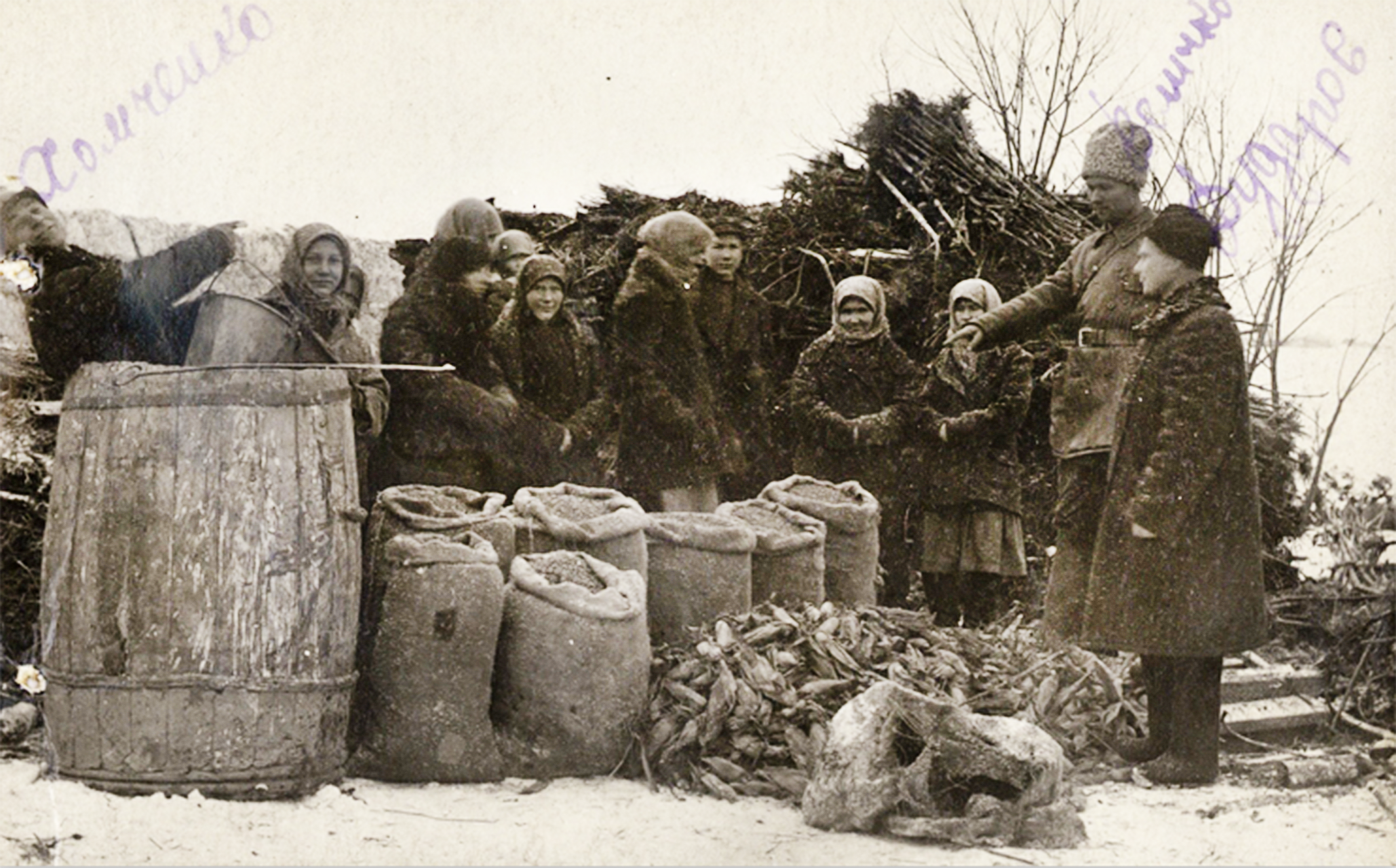
Réquisitions de denrées alimentaires en Ukraine en novembre 1932.

- 22 octobre : le Politburo décide d’envoyer deux missions plénipotentiaires pour intensifier la réquisition des denrées alimentaires dans les campagnes, une en Ukraine dirigée par Molotov l’autre au Caucase-Nord (Kouban) dirigée par Kaganovitch. L’Union soviétique est en proie à une Grande famine, générant plus de 7 millions de morts, dont 4 en Ukraine (Holodomor, 1932-1933) et un exode rural vers les villes[78].

- 9 novembre : fusillade à Genève ; l’armée tire sans sommation sur la foule lors d’une manifestation ouvrière antifasciste, faisant 13 morts et 65 blessés[79].
- 16 novembre : les sociaux-démocrates conduit par le Premier ministre Thorvald Stauning remportent les élections législatives danoises[80].
- 29 novembre : pacte de non-agression franco-soviétique. L’Union soviétique signe également des pactes de non-agression avec la Finlande, l’Estonie, la Lettonie et la Pologne[81].
- 27 décembre : décret instituant le passeport intérieur en Union soviétique[71].

#### Allemagne
- 6 janvier : entretien entre l’ambassadeur de France en Allemagne François-Poncet et le chancelier Heinrich Brüning ; en raison de la crise financière, l’Allemagne décide de ne plus honorer ses dettes[82].

- 9 mars : 6 millions de chômeurs[83].

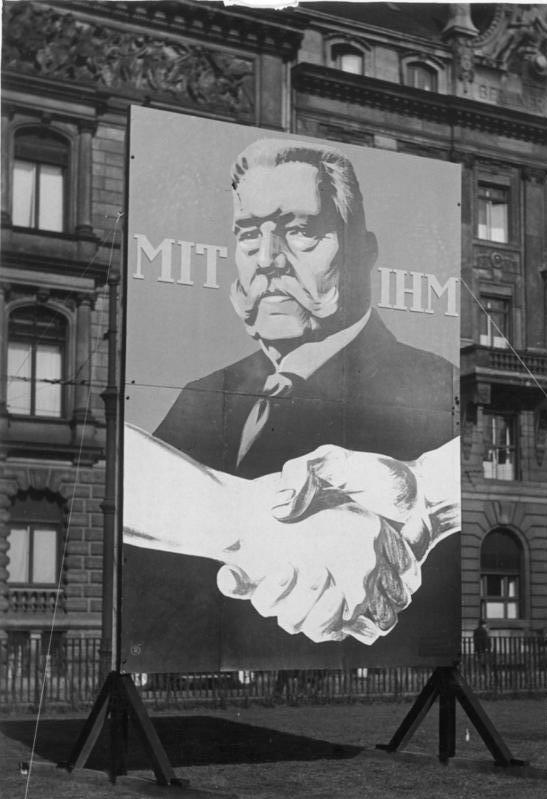
Affiche électorale pour Hindenburg.

- 10 avril : le maréchal Hindenburg est élu président de l’Allemagne avec 52,93 % des voix contre 36,68 % à Adolf Hitler[83].
- 13 avril : Hindenburg sous l’impulsion du gouvernement Brüning procède à la dissolution par décret, de toutes les organisations paramilitaires[83]. La mesure visait avant tout la SA et la SS soupçonnées de fomenter un coup d'état, mais entendait également réduire le niveau de violence politique dont l’Allemagne était victime depuis plusieurs mois[84].

- 1er juin : cabinet de Franz von Papen[85].
- 16 juin : levée de l’interdiction des SA et des SS[86].

- 9 juillet : annulation des dettes de l’Allemagne à la conférence de Lausanne[83].
- 20 juillet : Von Papen dépose le gouvernement social-démocrate de Prusse et exerce lui-même la fonction de Commissaire du Reich dans cet État[83].
- 31 juillet : élections législatives. Le parti national-socialiste (NSDAP) devient le premier parti à la chambre (37,4 % des voix)[83]. Le DVP et le DDP s’effondrent. Le SPD stagne. Seul le Zentrum gagne des points.

- 13 août : Hitler rencontre Kurt von Schleicher puis Franz von Papen qui lui proposent le poste de Vice-chancelier, qu’il refuse catégoriquement[83]. Après son entrevue avec le Président de la République, Hindenburg, il refuse également sa proposition d’entrer dans le gouvernement de von Papen[87].

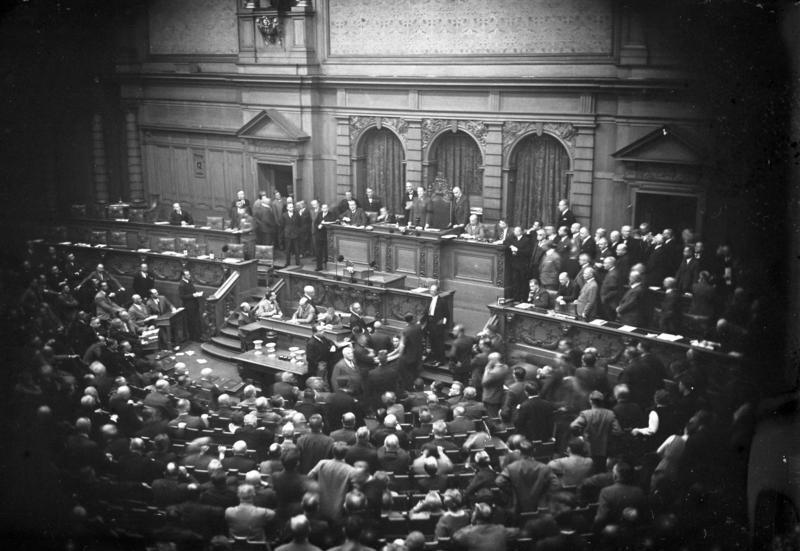
12 septembre : dissolution du Reichstag.

- 12 septembre : le « cabinet des barons » de von Papen, qui ne peut s’appuyer ni sur les nazis ni sur le Zentrum, dissout le Reichstag[83].

- 10 octobre : concordat entre la république de Bade et le Vatican[88].

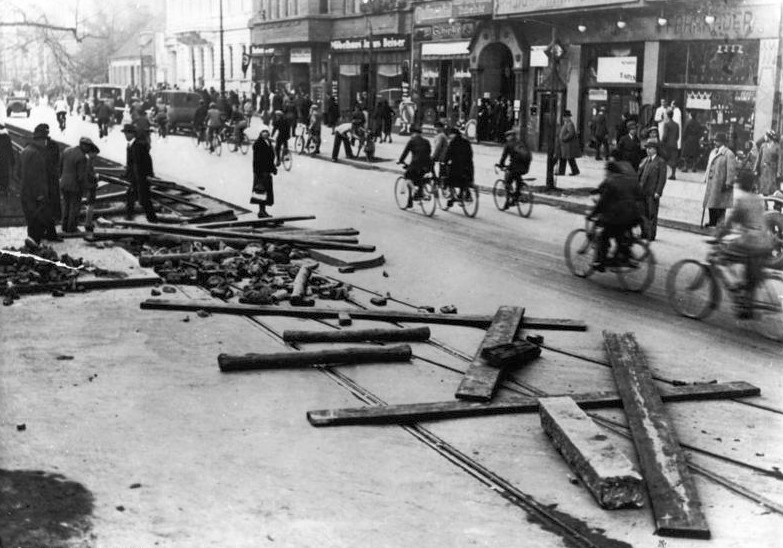
3 novembre : grève des transports de Berlin.

- 3 novembre : début de la grève des transports en commun municipaux de Berlin déclenchée sous l’impulsion des communistes et des hitlériens[83].
- 6 novembre : aux élections législatives, la coalition de Weimar s’affaiblit encore. Les nazis perdent des voix (33,1 %, 14 millions de voix) mais restent les plus nombreux au Reichstag avec 230 sièges. Le KPD progresse (16,9 %)[83].
- 17 novembre : démission de Franz von Papen et de son gouvernement[89].
- 19 novembre : Industrielleingabe

- 2 décembre : Hindenburg nomme Kurt von Schleicher à la Chancellerie, après deux semaines de consultations avec les représentants des principaux partis politiques allemands[90].

#### Espagne

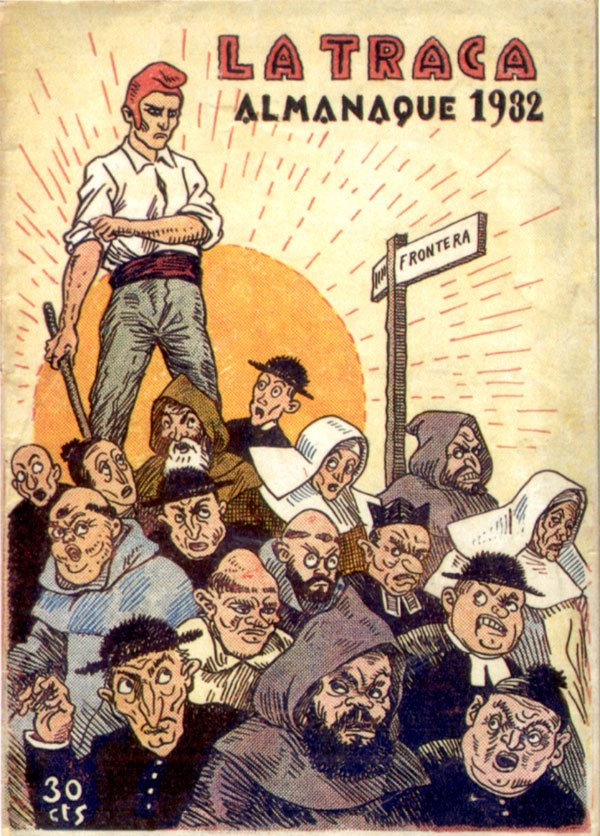
Couverture de l’almanach du magazine satirique La Traca de 1932, approuvant la Constitution de 1931 qui a proclamé l’État laïque.

- 15 décembre 1931-12 septembre 1933 : Bieno réformiste[91]. L’Espagne est laïcisée : le divorce est légalisé, les croix des cimetières, des écoles et des édifices publics sont supprimés, les processions interdites. Création d’une école gratuite (44 % des espagnols sont analphabètes), qui souffre du manque de budget et de maîtres (les religieux étant interdits d’enseignement). Réforme de l’armée.

- 1er janvier : 
  - une lettre pastorale collective de l’épiscopat espagnol prend la défense des jésuites menacés par la Constitution[92].
  - incidents sanglants à Castilblanco, en Estrémadure, où les villageois assassinent quatre gardes civils[93].
- 5 janvier : des gardes civils tirent sur une foule de travailleurs d’une fabrique de chaussures en train de manifester à Arnedo (six morts et 25 blessés)[94].

- 19-22 janvier : insurrection libertaire dans la région minière du Haut-Llobregat[94].
- 23 janvier : l’ordre des Jésuites est dissout[95].
- 30 janvier : le gouvernement espagnol crée une Garde d’assaut républicaine pour faire contrepoids à la Garde civile (Guardia de Asalto)[96].

- 2 février : loi autorisant le divorce par consentement mutuel ou à la demande justifiée de l'un des conjoints[95].
- 6 février : décret de sécularisation des cimetières[95].

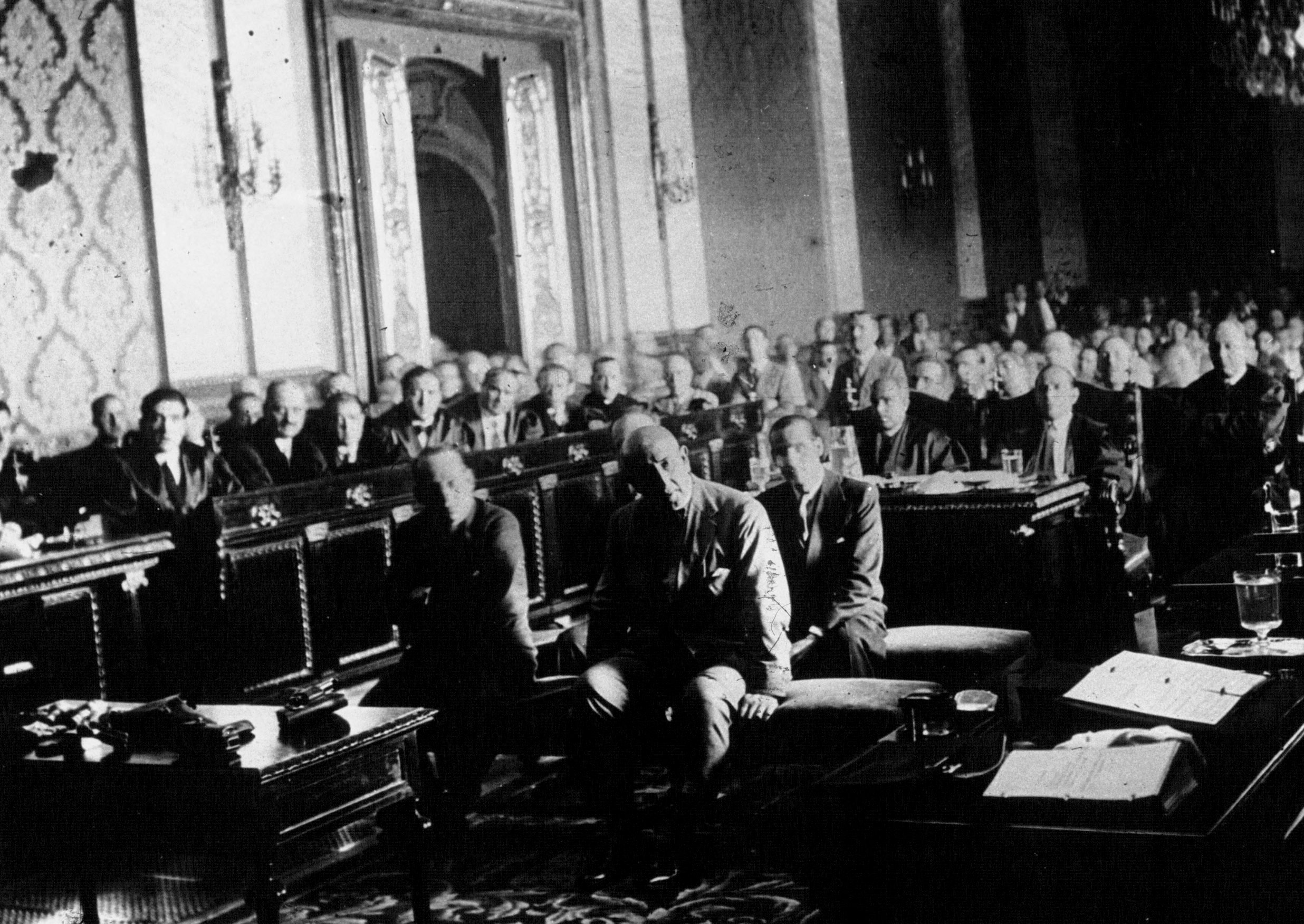
24 août : procès de José Sanjurjo.

- 10 août : le général José Sanjurjo tente un pronunciamiento surnommé la Sanjurjada à Séville ; en fuite après son échec, arrêté à la frontière portugaise, il est condamné à mort le 24 puis gracié[92].

- 9 septembre : institution de la ley de Bases de la réforme agraire qui ne sera engagée que très lentement[92]. Elle prévoit l’expropriation des grands domaines contre indemnisation et la distribution des terres par l’Institut de la Réforme Agraire (IRA) créé le 25 septembre[97].
- 11 septembre : loi sur le mariage civil[98].
- 15 septembre : approbation du Statut d’autonomie de la Catalogne[98]. Institution d’une généralité régionale autonome en Catalogne, doté d’un parlement et d’un gouvernement présidé par Francesc Macià, leader de la gauche catalane (Esquerra Republicana de Catalunya).

- 24 octobre : fondation par José María Gil-Robles et Angel Herrera Oria de la Confederatión Espanola de Derechas Autónomas (CEDA), rassemblant les partis de droite cléricaux et conservateurs opposés à la politique de Manuel Azaña[98].

- 1er novembre : le gouvernement Azaña légalise pour deux ans l’occupation des terres non cultivées en Estrémadure[92].